# 47. Turniej Czterech Skoczni
47. Turniej Czterech Skoczni był częścią Pucharu Świata w skokach narciarskich w sezonie 1998/1999. Rozgrywany był od 30 grudnia 1998 do 6 stycznia 1999.
Cały turniej wygrał Fin Janne Ahonen.

## Oberstdorf
Data: 30 grudnia 1998

Państwo:  Niemcy

Skocznia: Schattenbergschanze

Punkt konstrukcyjny: 115 m

### Wyniki konkursu
| Poz. | Imię i nazwisko    | Narodowość | Punkty |
| ---- | ------------------ | ---------- | ------ |
| 1.   | Martin Schmitt     | Niemcy     | 244,8  |
| 2.   | Andreas Goldberger | Austria    | 242,8  |
| 3.   | Noriaki Kasai      | Japonia    | 241,7  |
| 4.   | Andreas Widhölzl   | Austria    | 239,3  |
| 5.   | Janne Ahonen       | Finlandia  | 238,6  |
| 6.   | Kazuyoshi Funaki   | Japonia    | 237,8  |
| 7.   | Hideharu Miyahira  | Japonia    | 232,9  |
| 8.   | Kazuya Yoshioka    | Japonia    | 232,7  |
| 9.   | Masahiko Harada    | Japonia    | 222,7  |
| 10.  | Dieter Thoma       | Niemcy     | 221,2  |

## Garmisch-Partenkirchen
Data: 1 stycznia 1999

Państwo:  Niemcy

Skocznia: Große Olympiaschanze

Punkt konstrukcyjny: 115 m

### Wyniki konkursu
| Poz. | Imię i nazwisko    | Narodowość | Punkty |
| ---- | ------------------ | ---------- | ------ |
| 1.   | Martin Schmitt     | Niemcy     | 247,8  |
| 2.   | Janne Ahonen       | Finlandia  | 240,0  |
| 3.   | Noriaki Kasai      | Japonia    | 230,9  |
| 4.   | Sven Hannawald     | Niemcy     | 230,8  |
| 5.   | Kazuyoshi Funaki   | Japonia    | 229,2  |
| 6.   | Stefan Horngacher  | Austria    | 228,4  |
| 7.   | Andreas Goldberger | Austria    | 222,7  |
| 8.   | Tommy Ingebrigtsen | Norwegia   | 222,2  |
| 9.   | Kristian Brenden   | Norwegia   | 218,3  |
| 10.  | Martin Höllwarth   | Austria    | 216,1  |
| 10.  | Morten Ågheim      | Norwegia   | 216,1  |

## Innsbruck
Data: 3 stycznia 1999

Państwo:  Austria

Skocznia: Bergisel

Punkt konstrukcyjny: 110 m

### Wyniki konkursu
| Poz. | Imię i nazwisko   | Narodowość | Punkty |
| ---- | ----------------- | ---------- | ------ |
| 1.   | Noriaki Kasai     | Japonia    | 232,5  |
| 2.   | Janne Ahonen      | Finlandia  | 226,1  |
| 3.   | Hideharu Miyahira | Japonia    | 225,9  |
| 4.   | Masahiko Harada   | Japonia    | 225,4  |
| 5.   | Stefan Horngacher | Austria    | 218,5  |
| 6.   | Martin Höllwarth  | Austria    | 216,1  |
| 6.   | Kristian Brenden  | Norwegia   | 216,1  |
| 8.   | Kazuya Yoshioka   | Japonia    | 213,8  |
| 9.   | Mika Laitinen     | Finlandia  | 212,6  |
| 10.  | Dieter Thoma      | Niemcy     | 207,0  |

## Bischofshofen
Data: 6 stycznia 1999

Państwo:  Austria

Skocznia: Paul-Ausserleitner-Schanze

Punkt konstrukcyjny: 120 m

### Wyniki konkursu
| Poz. | Imię i nazwisko   | Narodowość | Punkty |
| ---- | ----------------- | ---------- | ------ |
| 1.   | Andreas Widhölzl  | Austria    | 263,3  |
| 2.   | Janne Ahonen      | Finlandia  | 255,9  |
| 3.   | Hideharu Miyahira | Japonia    | 251,1  |
| 4.   | Noriaki Kasai     | Japonia    | 247,9  |
| 5.   | Kazuyoshi Funaki  | Japonia    | 247,7  |
| 6.   | Kazuya Yoshioka   | Japonia    | 240,3  |
| 7.   | Stefan Horngacher | Austria    | 240,1  |
| 8.   | Kristian Brenden  | Norwegia   | 229,6  |
| 9.   | Sven Hannawald    | Niemcy     | 228,6  |
| 10.  | Morten Ågheim     | Norwegia   | 226,0  |

## Klasyfikacja generalna
| Poz. | Skoczek            | Kraj      | Punkty |
| ---- | ------------------ | --------- | ------ |
| 1.   | Janne Ahonen       | Finlandia | 960.6  |
| 2.   | Noriaki Kasai      | Japonia   | 953.0  |
| 3.   | Hideharu Miyahira  | Japonia   | 916.8  |
| 4.   | Martin Schmitt     | Niemcy    | 915.6  |
| 5.   | Kazuyoshi Funaki   | Japonia   | 905.0  |
| 6.   | Kazuya Yoshioka    | Japonia   | 897.5  |
| 7.   | Stefan Horngacher  | Austria   | 890.7  |
| 8.   | Masahiko Harada    | Japonia   | 882.1  |
| 9.   | Andreas Goldberger | Austria   | 871.3  |
| 10.  | Dieter Thoma       | Niemcy    | 850.2  |